# Andreï Mironov (hockey sur glace)
Pour les articles homonymes, voir Andreï Mironov (homonymie) et Mironov.
Andreï Andreïevitch Mironov - en russe : Андрей Андреевич Миронов - (né le 29 juillet 1994 à Moscou en Russie) est un joueur professionnel russe de hockey sur glace. Il évolue au poste de défenseur.

## Biographie

### Carrière en club
Formé au HK Dinamo Moscou, il débute en 2011 dans la Molodiojnaïa Hokkeïnaïa Liga avec le HK MVD jr., l'équipe junior de l'OHK Dinamo. Il est sélectionné au cinquième tour, en 103e position lors du repêchage d'entrée dans la KHL 2011 par le OHK qui conserve ainsi ses droits sur le joueur. En 2012, il fait ses débuts dans l'équipe première entraînée par Oleg Znarok. Le 6 septembre 2012, il joue son premier match dans la KHL face au Barys Astana. Il marque son premier point, une assistance le 1er octobre face au Neftekhimik Nijnekamsk. L'équipe remporte la Coupe Gagarine 2013.

### Carrière internationale
Il représente la Russie en sélections jeunes.

## Trophées et honneurs personnels

### Molodiojnaïa Hokkeïnaïa Liga
- 2012 : participe à la Coupe de l'Avenir avec la conférence ouest.

## Statistiques

### En club
| Saison    | Équipe                 | Ligue |                   | Saison régulière  | Saison régulière  | Saison régulière  | Saison régulière  | Saison régulière |   | Séries éliminatoires | Séries éliminatoires | Séries éliminatoires | Séries éliminatoires | Séries éliminatoires |
| Saison    | Équipe                 | Ligue | PJ                | B                 | A                 | Pts               | Pun               | PJ               | B | A                    | Pts                  | Pun                  |                      |                      |
| 2011-2012 | HK MVD Jr.             | MHL   | 59                | 1                 | 8                 | 9                 | 87                | -                | - | -                    | -                    | -                    |                      |                      |
| 2012-2013 | HK MVD Jr.             | MHL   | 6                 | 0                 | 1                 | 1                 | 0                 | 1                | 0 | 0                    | 0                    | 4                    |                      |                      |
| 2012-2013 | OHK Dinamo             | KHL   | 40                | 0                 | 5                 | 5                 | 26                | 18               | 1 | 2                    | 3                    | 8                    |                      |                      |
| 2013-2014 | HK Dinamo Moscou       | KHL   | 46                | 3                 | 7                 | 10                | 16                | 7                | 0 | 1                    | 1                    | 6                    |                      |                      |
| 2014-2015 | HK Dinamo Moscou       | KHL   | 52                | 5                 | 3                 | 8                 | 20                | 11               | 0 | 1                    | 1                    | 6                    |                      |                      |
| 2014-2015 | Dinamo Balachikha      | VHL   | 1                 | 0                 | 0                 | 0                 | 2                 | -                | - | -                    | -                    | -                    |                      |                      |
| 2015-2016 | HK Dinamo Moscou       | KHL   | 40                | 3                 | 10                | 13                | 21                | 9                | 1 | 1                    | 2                    | 6                    |                      |                      |
| 2016-2017 | HK Dinamo Moscou       | KHL   | 18                | 1                 | 3                 | 4                 | 10                | 9                | 0 | 3                    | 3                    | 4                    |                      |                      |
| 2017-2018 | Avalanche du Colorado  | LNH   | 10                | 1                 | 2                 | 3                 | 12                | -                | - | -                    | -                    | -                    |                      |                      |
| 2017-2018 | Rampage de San Antonio | LAH   | 26                | 1                 | 8                 | 9                 | 26                | -                | - | -                    | -                    | -                    |                      |                      |
| 2018-2019 | HK Dinamo Moscou       | KHL   | 41                | 0                 | 5                 | 5                 | 50                | 11               | 1 | 0                    | 1                    | 24                   |                      |                      |
| 2019-2020 | HK Dinamo Moscou       | KHL   | 61                | 4                 | 13                | 17                | 35                | 6                | 0 | 3                    | 3                    | 2                    |                      |                      |
| 2020-2021 | HK Dinamo Moscou       | KHL   | 59                | 7                 | 22                | 29                | 42                | 10               | 0 | 0                    | 0                    | 34                   |                      |                      |
| 2021-2022 | HK Dinamo Moscou       | KHL   | 48                | 2                 | 8                 | 10                | 22                | 11               | 1 | 0                    | 1                    | 2                    |                      |                      |
| 2022-2023 | HK Dinamo Moscou       | KHL   | 65                | 9                 | 23                | 32                | 44                | 6                | 0 | 4                    | 4                    | 4                    |                      |                      |
| 2023-2024 | HK Dinamo Moscou       | KHL   | 66                | 5                 | 16                | 21                | 51                | 10               | 0 | 0                    | 0                    | 12                   |                      |                      |
| 2024-2025 | HK Spartak Moscou      | KHL   | Saison en cours ? | Saison en cours ? | Saison en cours ? | Saison en cours ? | Saison en cours ? |                  |   |                      |                      |                      |                      |                      |

### En équipe nationale
| Année | Équipe     | Compétition                  |   | PJ | B | A | Pts | Pun | +/-                |  | Résultat |
| 2012  | Russie U18 | Championnat du monde -18 ans | 6 | 1  | 0 | 1 | 0   | +1  | 5e place           |  |          |
| 2013  | Russie U20 | Championnat du monde junior  | 7 | 1  | 1 | 2 | 2   | +3  | Médaille de bronze |  |          |
| 2014  | Russie U20 | Championnat du monde junior  | 7 | 1  | 3 | 4 | 4   | +3  | Médaille de bronze |  |          |
| 2015  | Russie     | Championnat du monde         | 8 | 0  | 1 | 1 | 2   | -1  | Médaille d'argent  |  |          |
| 2017  | Russie     | Championnat du monde         | 6 | 1  | 0 | 1 | 4   | -2  | Médaille de bronze |  |          |